# Pelle Almgren & Wow Liksom
Pelle Almgren & Wow Liksom var en svensk popgrupp som fick en stor hit med låten Omåomigen sommaren 1991.  
Sångaren och låtskrivaren Pelle Almgren hade legat lågt efter 1982, då han hoppade av den första inkarnationen av Easy Action. År 1989 satte han ihop Wow Liksom, som blev en arena för Almgrens egna sånger; han fungerade också om frontman och sångare för bandet. Resten av gruppen bestod av medlemmar från bland annat Easy Action, Hanoi Rocks och Rolene. 
Innehållet i de flesta låtarna var grabbigt humoristiska sexfantasier. Förutom "Omåomigen", hade singelspåren namn som "Du som älskar", "Vild MC-flicka" etc. Musiken var baserad på glad hårdrock, något som också Dagens Nyheters recensent uppmärksammade efter en livespelning. År 1992 lade Almgren ner bandet och satsade på en solokarriär som dock blev kort. 
2009, knappt tjugo år efter att bandet bildats, var det dags för comeback. En ny singel, "Kom igen, kom igen!", släpptes i slutet av juli. I samband med detta gjorde Pelle Almgren & Wow Liksom en spelning (Lilla Hotellbaren/Malmen 30 juli) samt medverkade i TV4:s Nyhetsmorgon 21 juli.

## Medlemmar
- Pelle Almgren - sång
- Carl-Michael Herlöfsson - gitarr
- Jan Solberg - gitarr
- Dan Lagerstedt - trummor
- Gyp Casino - trummor
- Anders Bentell - trummor
- Christian André - keyboards

## Diskografi
- 1991 Omåomigen / Du som älskar (singel, Warner Music Group)
- 1991 Vild MC flicka / Inåutigen (singel, Warner Music Group)
- 1991 Allting är bra (musikalbum, Warner Music Group) med sången "Käre John"